# Hrabstwo Marion (Indiana)

Piramida wieku hrabstwa

Hrabstwo Marion (ang. Marion County) – hrabstwo w stanie Indiana w Stanach Zjednoczonych.

## Geografia
Według spisu z 2010 roku obszar całkowity hrabstwa obejmuje powierzchnię 403,01 mili2 (1043,79 km²), z czego 396,30 mili2 (1026,41 km²) stanowią lądy, a 6,71 mili2 (17,38 km²) stanowią wody. Według szacunków United States Census Bureau w roku 2012 miało 918 977 mieszkańców. Jego siedzibą administracyjną jest Indianapolis.

### Miasta
- Beech Grove
- Clermont
- Crows Nest
- Cumberland
- Homecroft
- Indianapolis
- Lawrence
- Meridian Hills
- North Crows Nest
- Rocky Ripple
- Southport
- Speedway
- Spring Hill
- Warren Park
- Williams Creek
- Wynnedale